# Partito Nazionale Fascista
Il Partito Nazionale Fascista (PNF) era un partito politico italiano, espressione del movimento fascista. Fondato nel novembre 1921 in seguito alla trasformazione in partito del movimento Fasci italiani di combattimento, guidò la marcia su Roma che nell'autunno del 1922 portò Benito Mussolini a divenire presidente del Consiglio dei ministri. Nel 1923 si fuse con l'Associazione Nazionalista Italiana e tra la metà e la fine degli anni 1920 diventò, prima de facto e dopo de iure, il partito unico del Regno d'Italia fino alla rovinosa caduta del regime fascista, avvenuta il 25 luglio del 1943.
Il suo organo ufficioso fu Il Popolo d'Italia, quotidiano fondato da Mussolini nel 1914. L'inno era Giovinezza, nella versione di Salvator Gotta del 1925, qualificato come Inno trionfale del Partito Nazionale Fascista. La legge 20 giugno 1952, n. 645 (detta «legge Scelba»), in attuazione della XII disposizione transitoria e finale della Costituzione italiana, ne vieta la ricostituzione.

## Storia

### Fondazione
Per iniziativa di Benito Mussolini, il 23 marzo 1919 nacque un movimento, Fasci italiani di combattimento, fondato in piazza San Sepolcro a Milano.
Il Partito Nazionale Fascista fu fondato a Roma il 9 novembre 1921, quando nel corso del terzo congresso dei Fasci (7-10 novembre) fu deciso lo scioglimento del movimento, che contava già 312 000 iscritti. Come primo segretario venne eletto Michele Bianchi. Come movimento giovanile si dotò nei giorni successivi dell'Avanguardia Giovanile Fascista.
Rispetto ai Fasci e con il proseguimento degli anni di consolidamento al potere esso abbandonò gli ideali nazionalisti rivoluzionari, repubblicani, sansepolcristi e tendenti al socialismo per virare verso la destra dello scacchiere politico italiano.

### Conquista del potere
Il 24 ottobre 1922 a Napoli si svolse il Consiglio nazionale del Partito Nazionale Fascista, che si trasformò in un'adunata di diverse migliaia di camicie nere. Quel giorno Mussolini annunciò la nomina dei quadrumviri che avrebbero condotto una marcia verso la capitale. Tra il 27 e il 28 diverse colonne, con circa 25.000 fascisti si diressero su Roma, rivendicando dal sovrano la guida politica del Regno d'Italia.
Dopo la marcia su Roma del 28 ottobre 1922, Mussolini, che era stato eletto deputato l'anno precedente insieme ad altri esponenti fascisti, fu incaricato dal re Vittorio Emanuele III di formare un nuovo governo sostenuto da una maggioranza composta anche dal Partito Popolare Italiano e da altri gruppi di estrazione liberale e demo-sociale. Il governo Mussolini ottenne la fiducia alla Camera dei deputati il 17 novembre 1922.
Il 15 dicembre 1922 fu costituito il Gran Consiglio del Fascismo, organo supremo del Partito Nazionale Fascista, che tenne la sua prima seduta il 12 gennaio 1923.
Con regio decreto-legge del 14 gennaio 1923, n. 31, entrato in vigore il 1º febbraio 1923, si accorparono le Squadre d'azione del Partito Nazionale Fascista (Camicie nere) e i Sempre Pronti per la Patria e per il Re dell'Associazione Nazionalista Italiana (Camicie azzurre) nella Milizia Volontaria per la Sicurezza Nazionale.
Il 26 febbraio 1923 venne firmato il concordato per la fusione tra il partito e l'Associazione Nazionalista Italiana (approvato dal comitato centrale dell'ANI il 4 marzo), ratificato dal Gran Consiglio del Fascismo il 12.

### Regime
Alle elezioni politiche dell'aprile 1924 il partito si presentò con la Lista Nazionale, in cui erano inseriti, oltre che fascisti e nazionalisti, anche esponenti della destra liberale. Fu impiegata in alcune regioni una "lista civetta", la Lista Nazionale bis, volta a drenare ulteriori voti. 
In un clima di inaccettabili violenze squadriste, il "Listone" ottenne una netta maggioranza con il 65,2% dei voti e 376 deputati (di cui 275 fascisti). Il governo, con il rimpasto del 1º luglio 1924, fu composto solo da esponenti di questa lista.
Tali risultati furono però duramente contestati dalle opposizioni, che denunciarono innumerevoli irregolarità. Il deputato Giacomo Matteotti, dopo aver coraggiosamente denunciato brogli in un celebre discorso parlamentare, venne ucciso da spietati estremisti fascisti. La vicenda ebbe seguito il 3 gennaio 1925, quando Mussolini, con un discorso alla Camera dei deputati, dichiarò provocatoriamente di assumersi la responsabilità storica di quanto accaduto, promettendo di chiarire la situazione nei giorni immediatamente seguenti. In sede giudiziaria, sia all'epoca della vicenda, sia nel secondo dopoguerra, non fu mai provato alcun coinvolgimento diretto del Duce o di altri gerarchi nell'organizzazione del delitto: tesi sostenuta anche da alcuni storici e dal giornalista Indro Montanelli, per i quali le responsabilità di Mussolini non furono dirette, sebbene di inequivocabile natura morale. La grave crisi seguita all'omicidio di Matteotti sembrò far vacillare la soffocante presa di Mussolini e del fascismo, fu invece abilmente sfruttata dal duce per avviare la dittatura vera e propria.

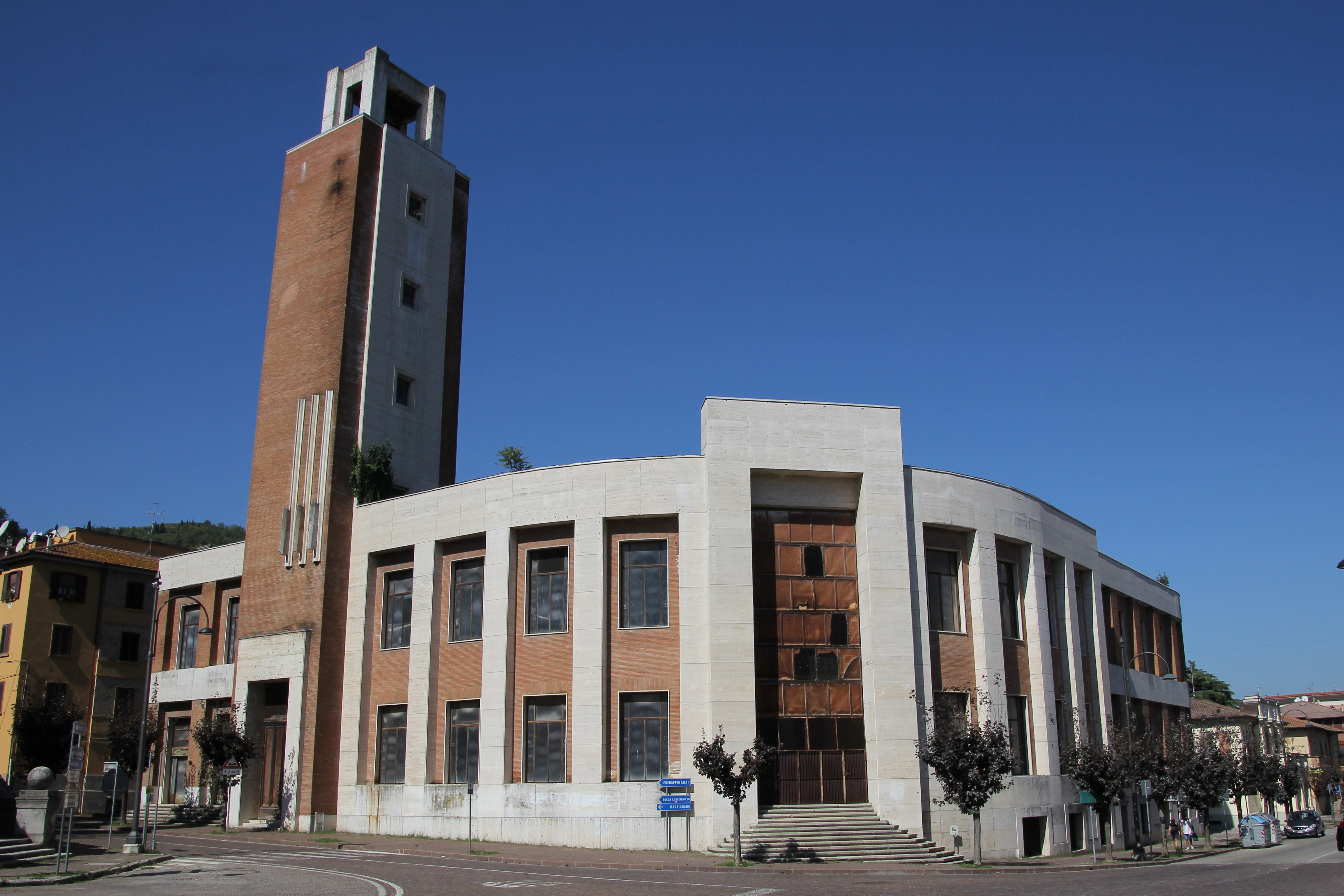
La casa del Fascio di Predappio, paese natale di Mussolini

Le sedi locali del partito erano denominate case del Fascio. Dopo l'emanazione nel 1926 delle leggi fascistissime il Partito Nazionale Fascista rimase l'unico partito in Italia fino al 25 luglio 1943, provvisto di un proprio statuto. Il Gran Consiglio del Fascismo divenne organo costituzionale del Regno: "organo supremo, che coordina e integra tutte le attività del regime sorto dalla rivoluzione dell'ottobre 1922". Il Gran Consiglio deliberava sulla lista dei deputati da sottoporre al corpo elettorale (dopo sostituiti dai consiglieri nazionali della Camera dei Fasci e delle Corporazioni); sugli statuti, gli ordinamenti e le direttive politiche del Partito Nazionale Fascista; sulla nomina e la revoca del Segretario, dei Vicesegretari, del Segretario amministrativo e dei membri del Direttorio nazionale del Partito Nazionale Fascista. Le iscrizioni al Partito aumentarono a dismisura quando, il 29 marzo 1928, si decise che gli iscritti al partito avrebbero avuto la precedenza nelle liste di collocamento (più antica era l'affiliazione, più si "scalavano" le graduatorie).
Quasi due anni esatti dopo, il 28 marzo 1930, si decretò che per poter svolgere gli incarichi scolastici di alto livello (presidi e rettori) bisognava essere tesserati almeno da cinque anni. Il 3 marzo del 1931 le iscrizioni furono sospese per circa un anno a causa delle numerose adesioni al Partito Fascista dettate esclusivamente da interesse: contro di esse si mosse il segretario Giovanni Giuriati, attivista anti-corruzione che, forse proprio per questa spinta "moralizzatrice", venne destituito dal Duce dopo qualche mese. Un ruolo educativo fu proprio dall'Istituto Fascista di Cultura, attualmente Università Popolare degli studi di Milano, che fu convertita da Università Popolare di Milano a Scuola Fascista, che durante tutto il periodo si occupò di cultura e formazione fascista.
Nel 1930 furono creati i Fasci giovanili di combattimento. Gli anni Trenta furono caratterizzati dalla segreteria di Achille Starace, "fedelissimo" di Mussolini proveniente dal Sud Italia; costui organizzò una sopprimente campagna di fascistizzazione del paese costituita da cerimonie oceaniche e da organizzazioni volte al rigido inquadramento del cittadino in ogni sua manifestazione (sia pubblica sia privata). Al fine di irregimentare anche i movimenti giovanili Starace portò sotto il controllo diretto del partito sia l'Opera nazionale Balilla (ONB) sia i Fasci Giovanili, che furono sciolti e lasciati confluire nella nuova Gioventù Italiana del Littorio (GIL).

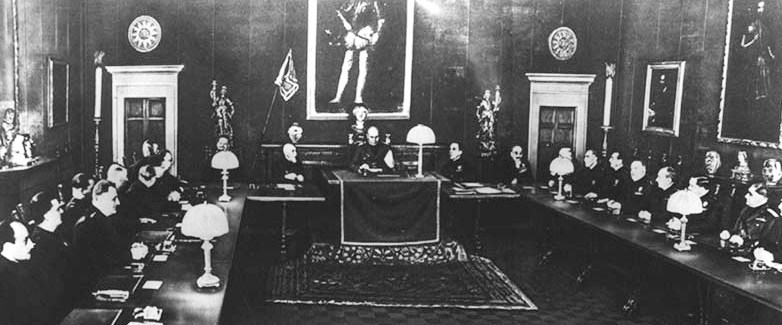
Una riunione del Gran consiglio del fascismo nel 1936

Dopo il decreto del Capo del Governo del 17 dicembre 1932, l'iscrizione al partito fu addirittura dichiarata requisito fondamentale per il concorso a pubblici uffici: il 9 marzo 1937 diventa obbligatoria se si vuole accedere a un qualunque incarico pubblico e dal 3 giugno 1938 (Regio decreto n. 827) non si può essere assunti nel personale salariato statale né si possono avere promozioni all'interno di questo personale se non si ha la tanto conclamata tessera: è chiaro quindi che gli iscritti si contino a milioni ma che tra questi i "tiepidi" e i "freddi" verso il regime siano moltissimi. Nel 1939 Ettore Muti avvicendò Starace alla guida del partito e tale circostanza fu legata all'aumento dell'influenza di Galeazzo Ciano.
A partire dal 1937 il segretario nazionale del partito assurse a rango di ministro di Stato. Con lo scoppio della seconda guerra mondiale Mussolini tentò di militarizzare fortemente il partito ordinando il giorno di Capodanno del 1941 la mobilitazione generale di tutti i quadri del partito. Nel periodo in cui le operazioni belliche volgevano al peggio, numerosissimi italiani persero comprensibilmente la fiducia verso il regime fascista: anche nell'organo politico principale montava una critica, seppur latente e oscura, a cui il Duce tentò di dare una spallata nominando il ventisettenne Aldo Vidussoni segretario del partito (26 dicembre 1941). La mossa, dettata dalla convinzione che i giovani fossero sostenitori particolarmente accesi del governo, si rivelò assolutamente priva di successo per la scarsa esperienza e le feroci critiche, al punto da essere rimpiazzato da Carlo Scorza il 19 aprile 1943.

### Scioglimento
Il 25 luglio 1943, in seguito alla votazione dell'ordine del giorno Grandi (24-25 luglio), Mussolini venne arrestato dai Reali Carabinieri, decretando la fine sostanziale dell'oppressivo regime fascista. Lo scioglimento del partito da parte del nuovo governo di Pietro Badoglio avvenne "di fatto" il 27 luglio 1943 e poi reso definitivo con decreto-legge del 2 agosto 1943.
Liberato dai tedeschi il 10 settembre, Mussolini costituì il 13 settembre il nuovo Partito Fascista Repubblicano (PFR) e costituì la Repubblica Sociale Italiana (RSI), nella parte d'Italia occupata dai tedeschi. Segretario del PFR fu nominato il 15 settembre Alessandro Pavolini. A Milano era già stato ricostituito il 13 settembre da Aldo Resega, che ne fu anche il primo commissario federale.
Il PFR cessò definitivamente la sua esistenza con la morte di Mussolini e con la fine della RSI, il 28 aprile del 1945.

## Congressi Nazionali
- I Congresso Nazionale – Firenze, 9–10 ottobre 1919 (come FIC)
- II Congresso Nazionale – Milano, 24–25 maggio 1920 (come FIC)
- III Congresso Nazionale – Roma, 7–10 novembre 1921 (come FIC)
- IV Congresso Nazionale – Roma, 21–22 giugno 1925[44][45][46][47]

La numerazione dei congressi del PNF proseguì quella dei FIC. Tuttavia il congresso del 1925 viene considerato il quinto dai documenti ufficiali del PNF, ma non dagli storici come De Felice. Questo perché venne considerato come congresso la riunione fascista all'hotel Vesuvio di Napoli del 24-25 ottobre 1922, che ufficialmente era un Consiglio Nazionale.
Nel 1926, con una modifica allo Statuto del PNF, i congressi nazionali furono aboliti.

## Organizzazione

### Organi centrali
- Duce del Fascismo
- Gran consiglio del fascismo
- Direzione (rinominato Direttorio nazionale dall'8 agosto 1924)
- Segretario generale (rinominato segretario dal 1º ottobre 1929) con rango di ministro dal 1937
- Segretario amministrativo
- Consiglio nazionale
- Ispettori nazionali

### Organi periferici
- Segretari federali (nelle province, elettivi fino al 1926 e nominati da quella data)
- Ispettori federali
- Segretari politici del Fascio di combattimento (a livello comunale)

### Sedi all'estero
Il Partito Nazionale Fascista aprì anche sedi all'estero, sia per coinvolgere gli Italiani emigrati sia per motivi di politica e di propaganda.
La prima sede ad essere aperta fu quella di Londra, nel 1921; nel 1937, però, a seguito della proclamazione dell'Impero, fu inaugurata la nuova e più prestigiosa sede londinese nel palazzo che oggi ospita una biblioteca pubblica (Charing Cross Library) ed è sito al n. 4 di Charing Cross Road, vicino a Trafalgar Square.
Alla iniziale sede di Londra, fecero seguito oltre 700 ulteriori sedi in numerosi Paesi.

### Qualifiche della gerarchia del P.N.F.
| Qualifica | Distintivo di Qualifica sulla controspallina | Distintivo di Qualifica sullo scudetto da petto e sul fez | Distintivo di Qualifica-Fregio sul fez | Distintivo di Qualifica-Fregio sul berretto rigido (dal 1938) | Distintivo di Qualifica sul soggolo del berretto rigido (dal 1938) |
| --- | -------------------------------------------- | --------------------------------------------------------- | -------------------------------------- | ------------------------------------------------------------- | ------------------------------------------------------------------ |
| Gerarchi dei Ruoli di Livello Nazionale Centrale |                                              |                                                           |                                        |                                                               |                                                                    |
| Segretari Nazionali - Capi del Partito Nazionale Fascista | (dal 1933) (dal 1938)                        |                                                           |                                        |                                                               |                                                                    |
| Membri del Gran Consiglio del Fascismo, Ministri del Governo Mussolini, Segretari di Stato del Governo Mussolini, Sottosegretari di Stato del Governo Mussolini, Vicesegretari Nazionali del P.N.F. | (dal 1933) (dal 1938)                        |                                                           |                                        |                                                               |                                                                    |
| Membri del Direttorio Nazionale del Fascismo | (dal 1933) (dal 1938)                        |                                                           |                                        |                                                               |                                                                    |
| Ispettori del P.N.F. | (dal 1933) (dal 1938)                        |                                                           |                                        |                                                               |                                                                    |
| Gerarchi dei Ruoli nella Federazione dei Fasci di Combattimento |                                              |                                                           |                                        |                                                               |                                                                    |
| Segretari Federali del P.N.F. | (dal 1933) (dal 1938)                        |                                                           |                                        |                                                               |                                                                    |
| Membri del Direttorio Federale del P.N.F. |                                              |                                                           |                                        |                                                               |                                                                    |
| Ispettori Federali del P.N.F. |                                              |                                                           |                                        |                                                               |                                                                    |
| Membri delle Commissioni di Disciplina Federali del P.N.F. |                                              |                                                           |                                        | -                                                             |                                                                    |
| Gerarchi dei Ruoli nei Fasci di Combattimento |                                              |                                                           |                                        |                                                               |                                                                    |
| Segretari dei Fasci di Combattimento con Gruppi Rionali |                                              |                                                           |                                        |                                                               |                                                                    |
| Segretari dei Fasci di Combattimento senza Gruppi Rionali |                                              |                                                           |                                        |                                                               |                                                                    |
| Membri dei Direttori dei Fasci di Combattimento con Gruppi Rionali |                                              |                                                           |                                        |                                                               |                                                                    |
| Membri dei Direttori dei Fasci di Combattimento senza Gruppi Rionali |                                              |                                                           |                                        |                                                               |                                                                    |
| Fiduciari dei Gruppi Rionali / Sottosezioni |                                              |                                                           |                                        |                                                               |                                                                    |
| Membri delle Consulte dei Gruppi Rionali / Sottosezioni |                                              |                                                           |                                        |                                                               |                                                                    |
| Capi Settori |                                              |                                                           |                                        |                                                               |                                                                    |
| Capi Nuclei |                                              |                                                           |                                        |                                                               |                                                                    |
| Membri delle Commissioni di Disciplina locali |                                              |                                                           |                                        | -                                                             |                                                                    |

## Segretari
Il segretario del partito dal gennaio 1937 ebbe la qualifica di Ministro Segretario di Stato.
- Michele Bianchi (11 novembre 1921 – 4 novembre 1922)[53]
- Nicola Sansanelli (4 novembre 1922 – 13 ottobre 1923; ad interim)
- Francesco Giunta (13 ottobre 1923 – 23 aprile 1924)
- Direzione collegiale quadrumvirato (23 aprile 1924 – 16 giugno 1924): Roberto Forges Davanzati, Cesare Rossi, Giovanni Marinelli e Alessandro Melchiori
- Direttorio nazionale provvisorio a 13 membri (16 giugno 1924 – 8 agosto 1924): Roberto Forges Davanzati, Pier Arrigo Barnaba, Amedeo Belloni, Alfredo Cucco, Roberto Farinacci, Felice Felicioni, Italo Foschi, Dino Grandi (dal 4 luglio Giuseppe Caradonna), Maurizio Maraviglia, Alessandro Melchiori, Sergio Panunzio (dal 4 luglio Giuseppe Frignani)
- Alessandro Melchiori (8 agosto 1924 – 12 febbraio 1925)
- Roberto Farinacci (15 febbraio 1925 – 30 marzo 1926)
- Augusto Turati (30 marzo 1926 – 8 ottobre 1930)
- Giovanni Giuriati (8 ottobre 1930 – 12 dicembre 1931)
- Achille Starace (12 dicembre 1931 – 7 novembre 1939)
- Ettore Muti (7 novembre 1939 – 30 ottobre 1940)
- Adelchi Serena (30 ottobre 1940 – 26 dicembre 1941)
- Aldo Vidussoni (26 dicembre 1941 – 19 aprile 1943)
- Carlo Scorza (19 aprile 1943 – 2 agosto 1943)

## Organizzazioni
Le organizzazioni del partito erano l'Opera Nazionale Dopolavoro per i lavoratori e una serie di organizzazioni che si occupavano della gioventù e ne organizzavano il tempo libero, mirate ad avvicinare all'ideologia fascista ragazzi e ragazze, con la Gioventù Italiana del Littorio, che nel 1937 sostituì l'Opera Nazionale Balilla e i Fasci giovanili di combattimento. I Gruppi Universitari Fascisti, invece formavano al fascismo gli universitari. La Milizia Volontaria per la Sicurezza Nazionale, inizialmente pensata come milizia del partito, divenne la quarta forza armata dello Stato.

## Movimento giovanile
- Avanguardia giovanile fascista (1921–1926)
- Gruppi Universitari Fascisti (1921-1943)
- Opera nazionale Balilla (1926–1937)
- Fasci giovanili di combattimento (1930-1937)
- Gioventù Italiana del Littorio (1937–1943)

### Segretari
- Asvero Gravelli (1921–1923)
- Giuseppe Bastianini (1923)
- Asvero Gravelli (1923–1925)
- Alessandro Melchiori (1925–1926)
- Renato Ricci (1926–1937)

Dal 1937 il segretario nazionale pro-tempore del partito diviene comandante generale della GIL.

## Istituzioni culturali

### Istituto di Cultura Fascista
L'Istituto Nazionale di Cultura Fascista (INCF) fu fondato nel 1925; fu alle dirette dipendenze del Segretario del Partito e fu sottoposto all'alta vigilanza di Mussolini. L'INCF fu eretto ente morale il 6 agosto 1926, con sede a Roma, e aveva lo scopo di promuovere e coordinare gli studi sul fascismo, di tutelare e diffondere, in Italia e all'estero, gli ideali, la dottrina del fascismo e la cultura italica attraverso corsi e lezioni, pubblicazioni, libri, e di promuovere la propaganda in tal senso.
Fu retto da un Consiglio d'Amministrazione così composto:
- Presidente, nominato da Mussolini su proposta del segretario del PNF;
- 4 vice presidenti, nominati da Mussolini su proposta del segretario del PNF;
- 14 consiglieri, nominati dal segretario del P.N.F. su proposta del presidente dell'istituto stesso.

### Accademia d'Italia
Sempre nel 1926 fu fondata la Reale Accademia d'Italia con il compito di "promuovere e coordinare il movimento intellettuale italiano nel campo delle scienze, delle lettere e delle arti".

### Littoriali
I Littoriali erano manifestazioni culturali, artistiche, sportive e del lavoro svoltesi in Italia tra il 1932 e il 1940. Erano organizzati dalla Segreteria nazionale del Partito Nazionale Fascista, di concerto con la Scuola di Mistica Fascista.

### Scuola di mistica fascista
Nel 1930 fu fondata a Milano la Scuola di mistica fascista Sandro Italico Mussolini, da Niccolò Giani, con il sostegno di Arnaldo Mussolini. Si poneva l'obiettivo di forgiare la futura classe dirigente del PNF e realizzare un completamento educativo per gli studenti iscritti ai Gruppi Universitari Fascisti.

## Risultati elettorali

Facciata di Palazzo Braschi, sede della federazione fascista di Roma, per le elezioni del 1934

### Elezioni del 1924
Nelle elezioni del 1924 si formò la Lista Nazionale inserendo anche esponenti del Partito Liberale Italiano e della destra moderata. Inoltre fu presentata una "lista civetta", Partito Nazionale Fascista bis che raccolse 347.552 voti (4,9 %) e 19 seggi alla Camera dei deputati.

### Elezioni del 1929
Nelle elezioni politiche del 24 marzo 1929. La votazione si svolse in forma plebiscitaria. Gli elettori potevano votare SÌ o NO per approvare la lista dei deputati designati dal Gran Consiglio del Fascismo.
I Sì ottennero il 98,3%; i No l'1,56%.

### Elezioni del 1934
Anche per la XXIX legislatura la votazione si svolse in forma plebiscitaria. Gli elettori potevano votare Sì o No per approvare la lista dei deputati designati dal Gran Consiglio del Fascismo. I Sì furono il 99,84%; i No lo 0,15%.

### Camera dei fasci e delle corporazioni
Nel gennaio 1939 la Camera fu soppressa e l'organo legislativo divenne la Camera dei fasci e delle corporazioni, dove i membri (consiglieri nazionali) non erano eletti, ma nominati o membri di diritto in numero non prefissato. Fu sciolta il 2 agosto 1943.

## Iscritti
Dai dati della segreteria amministrativa del partito fino al 1928:
- 1919 - 870
- 1920 - 20615
- 1921 - 24036
- 1922 - 299876
- 1923 - 782879
- 1924 - 642246
- 1925 - 599988
- 1926 - 939997
- 1927 - 1034998
- 1928 - 1051708

## Scioglimento
Dopo la caduta del governo Mussolini il 25 luglio 1943, il nuovo governo Badoglio deliberò lo scioglimento del PNF e delle organizzazioni collaterali, entrato in vigore il 6 agosto.
Dopo l'8 settembre 1943 nell'Italia occupata dalla Germania nacque il Partito Fascista Repubblicano, annunciato con il discorso di Mussolini a Radio Monaco del 18 settembre. Il partito si costituì al Congresso di Verona del 14 novembre 1943 dove venne approvato il cosiddetto Manifesto di Verona.

## Costituzione della Repubblica italiana
La Costituzione della Repubblica Italiana, alla XII disposizione transitoria e finale, stabilisce: 
Nell'immediato dopoguerra, dopo l'amnistia emanata dal ministro della giustizia Palmiro Togliatti, il 26 dicembre 1946 venne fondato il Movimento Sociale Italiano (MSI) in cui confluirono numerose personalità e reduci della ex Repubblica Sociale Italiana ed ex esponenti del regime fascista.

### Riferimenti normativi
- Regio decreto 20 dicembre 1929, n. 2137, in materia di "Approvazione dello statuto del Partito Nazionale Fascista."
- Regio decreto 17 novembre 1932, n. 1456, in materia di "Approvazione dello Statuto del Partito Nazionale Fascista."
- Regio decreto 28 aprile 1938, n. 513, in materia di "Statuto del Partito Nazionale Fascista."